# IOS 11
iOS 11 es el undécimo lanzamiento principal del sistema operativo iOS diseñado por Apple como sucesor de iOS 10. Se anunció en la Worldwide Developers Conference (WWDC) el 5 de junio de 2017 y fue publicado oficialmente el 19 de septiembre de 2017.

## Lanzamiento
Tras su presentación el 5 de junio de 2017, Apple lanzó la primera versión beta de iOS 11 disponible para desarrolladores. Además se anunció que dicha beta sería puesta a disposición del público general a finales del mes de junio y que la versión final sería lanzada oficialmente el 19 de septiembre de ese mismo año.

## Críticas
Semanas después de su lanzamiento, muchos usuarios de teléfonos iPhone más antiguos que habían actualizado a la nueva versión criticaron un exceso de lentitud en sus terminales, así como muchos "bugs", y un consumo de batería excesivo, siendo este último el tema más polémico junto a la reducción de velocidad.
Apple se pronunció al respecto, reconociendo públicamente que ralentizaba tales dispositivos "para evitar apagones inesperados", cosa que tampoco evitó una serie de multas hacia la compañía, en las que destaca una formalizada por un Tribunal de Italia.

## Características

### Pantalla de bloqueo
Se combinan la pantalla de bloqueo y el centro de notificaciones. Se permite a los usuarios ver todas las notificaciones directamente desde la pantalla de bloqueo, deslizando con el dedo hacia arriba para mostrarlas y hacia abajo para ocultarlas.

### Centro de control
Se rediseña completamente el centro de control que con esta versión ocupa toda la pantalla, eliminando las múltiples páginas introducidas con iOS 10. Se habilita la posibilidad de hacer 3D Touch sobre los iconos para mostrar opciones adicionales, se rediseñan también los variadores de volumen y brillo, y se añade la posibilidad de personalizar el centro de control desde los ajustes del dispositivo para añadir o eliminar opciones.

### Siri
El asistente personal adquiere una voz más natural y humana, y gana inteligencia. Es posible solicitarle traducciones, inicialmente de inglés a chino, francés, alemán, italiano y español. También se le puede escribir manualmente en lugar de usar la voz. Siri es capaz de aprender del uso que cada usuario le da al dispositivo, como apps más usadas, intereses y sugerencias, para ofrecerle una respuesta más cercana a lo que se desea.

## Versiones
|  | Discontinuado |  | Versión actual |  | En desarrollo (Beta) |

| Versión | Build    | Fecha                                                       | Información                                                                                 |
| ------- | -------- | ----------------------------------------------------------- | ------------------------------------------------------------------------------------------- |
| 11.0    | 15A5278f | 5 de junio de 2017 (Beta 1) - 31 de agosto de 2017 (Beta 9) | Es la primera beta de iOS 11 lanzada a los desarrolladores.                                 |
| 11.0    | 15A372   | 19 de septiembre de 2017                                    | Versión final (después de 10 betas).                                                        |
| 11.0.1  | 15A402   | 26 de septiembre de 2017                                    | Descripción: iOS 11.0.1 corrige algunos errores e incluye mejoras para el iPhone y el iPad. |
| 11.0.2  | 15A421   | 3 de octubre de 2017                                        |                                                                                             |
| 11.0.3  | 15A432   | 11 de octubre de 2017                                       |                                                                                             |
| 11.1    | 15B93    | 31 de octubre de 2017                                       |                                                                                             |
| 11.1.1  | 15B150   | 9 de noviembre de 2017                                      |                                                                                             |
| 11.1.2  | 15B202   | 16 de noviembre de 2017                                     |                                                                                             |
| 11.2    | 15C114   | 2 de diciembre de 2017                                      |                                                                                             |
| 11.2.1  | 15C153   | 13 de diciembre de 2017                                     |                                                                                             |
| 11.2.2  | 15C202   | 8 de enero de 2018                                          |                                                                                             |
| 11.2.5  | 15D60    | 23 de enero de 2018                                         |                                                                                             |
| 11.2.6  | 15D100   | 19 de febrero de 2018                                       |                                                                                             |
| 11.3    | 15E216   | 29 de marzo de 2018                                         |                                                                                             |
| 11.3.1  | 15E302   | 24 de abril de 2018                                         |                                                                                             |
| 11.4    | 15F79    | 15 de mayo de 2018                                          |                                                                                             |
| 11.4.1  | 15G77    | 9 de julio de 2018                                          |                                                                                             |

## Dispositivos compatibles
iOS 11 no es soportado por dispositivos con procesadores de 32 bits y es exclusivo de los de procesadores de 64 bits, lo que significa que son compatibles todos los dispositivos que aceptaban iOS 10 a excepción del iPhone 5 (presentado en 2012), iPhone 5c (de 2013) y el iPad de cuarta generación (de 2012). La lista completa de dispositivos que soportan esta versión es la siguiente:
|  | iPhone - iPhone 5s - iPhone SE - iPhone 6 - iPhone 6 Plus - iPhone 6s - iPhone 6s Plus - iPhone 7 - iPhone 7 plus - iPhone 8 - iPhone 8 plus - iPhone X | iPod Touch - iPod Touch (6ª generación) | iPad - iPad (2017) - iPad (2018) | iPad Air - iPad Air - iPad Air 2 | iPad Pro - iPad Pro 12,9" - iPad Pro 10,5" - iPad Pro 9,7" | iPad Mini - iPad Mini 2 - iPad Mini 3 - iPad Mini 4 |  |

## [4]Véase también
- iOS
- Apple
- macOS High Sierra